# 오마르 차파로
오마르 차파로(Omar Chaparro, 1974년 11월 26일 ~ )는 멕시코의 배우, 텔레비전 배우, TV 사회자, 가수이다. 치와와에서 태어났다.

## 영화
- 노 만체스 프리다 2 (2019년)
- 명탐정 피카츄 (2019년) - 세바스찬 역
- 라 보다 데 발렌티나 (2018년)
- 쇼독스 : 언더커버 캅스 (2018년)
- 스턱 (2017년)
- 하우 투 비 어 라틴 러버 (2017년)
- 스페이스 치킨: 마법 부적의 비밀 (2017년)
- 노 만체스 프리다 (2016년)
- 콤파드레 (2016년)
- 빌리와 용감한 녀석들: 치킨 히어로 (2015년)
- 풀링 스트링스 (2013년) - 카니카스 역